# Василиск Комански
Свети мученик Василиск је хришћански светитељ. Био је сродник светог Теодора Тирона. Мучен је заједно са Евтропијем и Клеоником. Када су ова двојица распети, и издахнули, Василиск је враћен поново у тамницу. Тада су се царски намесници сменили па је Василиск остао дуго тамнујући. Са сузама молио се Василиск Богу, да му не ускрати мученичку смрт. У хришћанској традицији помиње се да му се после дуге молитве јавио сам Исус Христос, обећавши му испуњење жеље, и послао га у његово село да се поздрави са мајком и браћом. Нови намесник Агрипа наредио је мученику да принесе жртву Аполону. "Аполон значи губитељ!" рекао је Василиск. У хришћанској традицији помиње се да је после тога молитвом срушио идола у прах и небесним огњем спалио храм. Уплашени Агрипа је приписивао све то мађијама, и наредио да Василиска мачем посеку. Тада је Агрипа полудео, и у лудилу отишао на губилиште, нашао мало крви мученикове у прашини и привезао је себи под појас, од чега је постао здрав. Дошавши себи, он се крстио. Доцније неки Марин, грађанин Комански, подигао је цркву на моштима мучениковим за које хришћани верују да су чудотворне.
Српска православна црква слави га 22. маја по црквеном, а 4. јуна по грегоријанском календару.